# Caroline von Briest
Caroline Philippine de La Motte-Fouqué (née Caroline Philippine von Briest), née le 7 octobre 1773 à Berlin, morte le 20 juillet 1831 à Nennhausen, près de Rathenow, dans le Brandebourg, est une femme de lettres romantique allemande.

## Biographie
Enfant unique de Philipp von Briest, propriétaire terrien brandebourgeois, et de son épouse Caroline von Zinnow, Caroline reçoit des leçons privées et a une gouvernante française. Le 20 décembre 1791, elle épouse en premières noces un officier, Friedrich Ehrenreich Adolf Ludwig Rochus von Rochow (1770-1799), mais le mariage est un échec. Alors qu'ils sont en instance de divorce, son époux se suicide à cause de dettes de jeu. Le 9 janvier 1803, elle se remarie avec l'écrivain Friedrich de La Motte-Fouqué, également divorcé, fils d'Heinrich August Karl, baron de la Motte Fouqué, et de Marie Luise von Schlegell. Vivant entre Nennhausen, où le couple passe l'été et reçoit des personnalités aussi illustres qu'Adelbert von Chamisso, Joseph von Eichendorff, Karl August Varnhagen von Ense, Rahel Varnhagen, August Wilhelm Schlegel ou Ernst Theodor Amadeus Hoffmann, et Berlin, elle entretient un salon littéraire.
Elle est elle-même l'auteur de romans et de nouvelles, ainsi que d'autres écrits. En 1812 et en 1813, elle publie Amalie von Hellwig, sous-titré  un Recueil de sagas et de légendes. Le 21 août 1831, elle meurt à Nennhausen, et ses restes sont inhumés dans le parc du château.

## Famille
De son mariage avec le propriétaire terrien Friedrich von Rochow (de), naît trois enfants :
- Gustav (1792-1847), ministre prussien
- Theodor (de) (1794-1854), lieutenant général prussien et ambassadeur à Saint-Pétersbourg marié avec Mathilde Elisabeth comtesse de Wartensleben (1798-1874), une sœur de Gustav von Wartensleben
- Klara (1796-1865), le père serait selon toute vraisemblance le comte de Lehndorff mariée avec Friedrich Heinrich Ludwig von Pfuel.

Selon tous les rapports, son mariage avec l'écrivain Friedrich de la Motte-Fouqué s'est déroulé harmonieusement ; sa fille Marie Luise Caroline (1803-1864) est née de ce mariage.

## Œuvres
- Trois Contes, Berlin, Wittich, 1806 (sous le pseudonyme 'Serena')
- Roderich, 1807
- La femme de Falkenstein, 1810
- Lettres sur le but et la direction de l'éducation féminine, Berlin 1811
- Lettres sur la mythologie grecque pour les femmes. Berlin, Hitzig, 1812.
- Les Espagnols et le volontaire à Paris, 1814
- Feodora, 1814
- Edmunds Wege et Irrwege, 1815
- La Fille du héros de la Vendée, 1816
- Amour de femme, 1818
- Ida, 1820
- Lodoïska et sa fille, 1820
- Le Guide aveugle, 1821
- Heinrich et Maria, 1821
- Lettres sur Berlin, 1821
- Passé et présent. Berlin, Schlesinger, 1822
- La Duchesse de Montmorency, roman en trois parties, Leipzig, Hartmann, 1822
- Les Vendus, 1823
- Recueil de nouveaux dits. Berlin, Schlesinger, 1824 (comprenant : Les deux combats. Les Trois randonneurs, Le dernier des Paléologue, Ottile, Le Maltais)
- Bodo von Hohenried, 1825
- Les femmes dans le grand monde. Livre d'éducation sur l'entrée dans la vie informelle, 1826